# Urheimat
Unter Urheimat versteht man das durch linguistische und archäologische Methoden erschlossene, wahrscheinliche Gebiet, in dem eine bestimmte hypothetische Protosprache, also die gemeinsame Urform einer Sprachfamilie, gesprochen wurde. Im weiteren Sinne versteht man unter Urheimat das Herkunftsgebiet historisch belegter oder noch existierender Völker oder Volksgruppen.

## Entstehung und Verwendung des Begriffs Urheimat
Der Begriff Urheimat wird heute als deutsches Fremdwort auch im Englischen gebraucht. Der Begriff ist in der Diskussion um die Herkunft der Sprecher der rekonstruierten indogermanischen Ursprache, die man mit linguistischen und archäologischen Argumenten einzugrenzen suchte, im 19. Jahrhundert aufgekommen. Die Fragestellung griff die antike und mittelalterliche Vorstellung einer Origo gentis auf. Da man sprachliche Vorformen auf verschiedenen Ebenen erschließen kann, gibt es auch zeitlich aufeinanderfolgende „Urheimaten“. Seitens der Linguistik wird heute indes die Meinung vertreten, dass Sprachgemeinschaften selten homogen sind und oft keine gemeinsame ethnische oder nationale Identität hatten.
Während im deutschsprachigen Raum der Begriff „Urheimat“ im wissenschaftlichen Kontext nur noch selten gebraucht wird, wird der Terminus in der englischen wissenschaftlichen Literatur heute auch auf die Frage der Herkunftsgebiete nichtindogermanischer Völker bzw. Sprachgruppen angewendet.

## Indogermanische Urheimat
Wie für jede natürliche Sprache ist auch für das rekonstruierte Ur-Indogermanisch eine Sprachgemeinschaft vorauszusetzen, die zur Zeit ihrer Ausprägung in einem bestimmten geographischen Raum lebte, der allgemein als Urheimat bezeichnet wird.
Es sind weder Zeit noch Raum bekannt und daher Gegenstand vieler Spekulationen.
Von den vielen Urheimat-Hypothesen werden in letzter Zeit nur noch die folgenden beiden intensiv diskutiert:
- Die Steppen- oder Kurgan-Hypothese, die nach vielen Vorarbeiten besonders von der Archäologin Marija Gimbutas systematisiert wurde und heute vor allem von dem amerikanischen Archäologen David W. Anthony bearbeitet und vertreten wird.

- Die Anatolien-Hypothese wurde von Colin Renfrew erarbeitet und mehrfach modifiziert.

Alexander  Häusler dagegen lehnt als Vertreter der sogenannten Antimigrationisten eine Urheimat mit anschließenden Wanderungen überhaupt ab und vertritt die These eines allmählichen Zusammenwachsens.
Viele vor 50 Jahren noch verbreitete Begründungen finden sich zwar noch in Schulbüchern, sind jedoch seit langem überholt. Bekannte Beispiele sind das Buchen- und das Lachsargument. Das rekonstruierte indogermanische Wort *bʰāg-ó-s hat heute so viele unterschiedliche Bedeutungen, dass die ursprüngliche Bedeutung nicht erschließbar ist. Ähnlich ist es mit dem rekonstruierten Stamm *lak̑-so-s (vgl.)
Mit der glottalischen (armenischen) Hypothese von 1995 und ihrer Überarbeitung 2010 verorten Gamqrelidse und Iwanow die indogermanische Urheimat südlich des Kaukasus. Die neuere Forschung unterstützt diese Hypothese teilweise.

### Indoiranische Urheimat
Innerhalb des östlichen Indogermanischen bilden die iranischen und indo-arischen Sprachen (Sanskrit) eine klar unterscheidbare Einheit. Als Sprecher der proto-indoiranischen Sprache gelten allgemein die Träger der Kultur des Andronovohorizonts des späten dritten und frühen zweiten Jahrtausends v. Chr.

### Slawische Urheimat
Die Verortung der slawischen Urheimat bleibt weiterhin Gegenstand wissenschaftlicher Diskussionen. Dies ist nicht nur auf den Einsatz verschiedener Quellen und Methoden innerhalb der Linguistik, Geschichtswissenschaft, Archäologie und Anthropologie zurückzuführen, sondern auch auf die starke Politisierung der Frage nach der Herkunft der Slawen. Es besteht weitgehend Einigkeit in der Forschung, dass die Urheimat in einem Gebiet zu bestimmen ist, welches sich von Ostgalizien östlich über Wolhynien, Podolien und das Gebiet beiderseits des mittleren Dneprs bis hin zum oberen Don erstreckt. Umstritten ist jedoch vor allem eine nordwestliche Ausdehnung in das heutige Polen und Odergebiet.
Da die Slawen in antiken Quellen vor der Völkerwanderung nicht schriftlich erwähnt wurden, kann die Geschichtswissenschaft nicht viel zur Diskussion beitragen. Dennoch gab es Versuche, Ethnonyme in den Werken von Plinius dem Älteren, Claudius Ptolemäus oder Tacitus als Slawen zu identifizieren. Insbesondere die Veneter wurden mit den Slawen in Verbindung gebracht.
Die Beziehungen zwischen Ethnizität und materiellen Kulturen der Archäologie sind immer noch unklar. Mehrfach wurden verschiedene archäologische Kulturen aus unterschiedlichen Perioden fälschlicherweise als slawisch oder urslawisch identifiziert. Dies galt vor allem für die spätbronzezeitliche und früheisenzeitliche Lausitzer Kultur, womit die Odergebiete in die slawische Urheimat einbezogen wurden. Nachgewiesen wurde jedoch, dass gegen Ende des fünften Jahrhunderts n. Chr. in einem großen Teil Mittel- und Osteuropas die vorhandenen Kultur- und Siedlungssysteme weitgehend zusammenbrachen und verschwanden. Dieses Phänomen wurde von den meisten Forscher durch die Verdrängung der eingesessenen Bevölkerungen durch die Slawen erklärt. Demnach müsste die Urheimat der Slawen in der heutigen Westukraine, in den Tälern des oberen Bugs, des Dnisters und des Pruths, verortet werden, da hier ein neues Kulturmodell auftrat, welches sich allmählich in Mittel- und Osteuropa ausbreitete.
Die Linguistik sieht in der slawischen Urheimat das Gebiet, in welchem sich das Slawische aus dem Urindogermanischen herausentwickelt hat. Das Slawische entwickelte sich in Nachbarschaft zu anderen Sprachen, aus denen verschiedene Schichten von Lehnwörtern übernommen wurden. Innerhalb des indogermanischen Dialektkontinuums weist das Slawische die meisten gemeinsamen Gemeinsamkeiten mit dem Baltischen auf. Dies führte zu Diskussionen in der Linguistik hinsichtlich der Existenz einer balto-slawischen Urheimat und einer Zwischenursprache, welche es nach dem Urindogermanischen und vor dem Urslawischen gegeben haben soll. Das Problem der balto-slawischen Sprachgemeinschaft lässt sich jedoch nicht gesichert lösen. Hierfür müsste bekannt sein, ob die älteste Gemeinsamkeit zwischen dem Slawischen und Baltischen gegenüber den anderen indogermanischen Sprachen älter ist als der älteste Unterschied zwischen dem Slawischen und Baltischen. Denn nur unter dieser Voraussetzung, kann eine balto-slawische Urheimat existiert haben.
Mehrfach wurde versucht, die slawische Urheimat anhand der ältesten Orts- und Gewässernamen (Hydronome) Ost- und Mitteleuropas zu bestimmen. Insbesondere Gewässernamen eignen sich, um Hinweise auf frühe Siedlungen und deren Bewohner zu gewinnen, da sie fest in der Landschaft verankert sind und auch bei Bevölkerungswechseln selten verändert werden. Folglich kam Jürgen Udolph zu dem Ergebnis, dass die slawische Urheimat mit hoher Wahrscheinlichkeit nordöstlich der Karpaten zu verorten sei, in einem Gebiet zwischen oberer Weichsel und der Bukowina. Darüber hinaus wurde versucht, die slawische Urheimat anhand von Pflanzen- und Tiernamen zu bestimmen. Demnach könnte diese nur da liegen, wo die Pflanzen und Tiere vorkamen, für die Namen benutzt wurden, die dem Urslawischen zugeschrieben werden.

### Germanische Urheimat
Bei den Vorläufern der germanischen Stämme ist umstritten, inwiefern sich diese in Norddeutschland und dem südlichen Skandinavien oder doch etwas südlich davon, etwa im heutigen Niedersachsen, Sachsen-Anhalt und Thüringen, herausgebildet haben. Letzteres wird z. B. von Jürgen Udolph mit seiner Interpretation von Orts- und Gewässernamen begründet.

### Keltische Urheimat
Die keltische Urheimat wird meist im Kerngebiet der La-Tène- und der ihr vorangegangenen Hallstatt-Kultur angenommen. Zentrum der Hallstatt-Kultur (ca. 750 bis 475 v. Chr.) war das Gebiet des westlichen Österreichs und Bayerns, Kerngebiet der La-Tène-Kultur war das nordwestlich angrenzende Gebiet in Teilen des heutigen Baden-Württembergs und der Schweiz. Da die keltische Ethnizität und (Proto-)Sprache aber vermutlich älter und die Hallstatt-Kultur kontinuierlich aus der Urnenfelderkultur hervorgegangen ist, gilt auch deren Ausgangsgebiet als mögliche keltische Urheimat. Dieses Ausgangsgebiet umfasst allerdings weite Teile des südlichen Mitteleuropas. Innerhalb dieses Gebietes nehmen die Linguisten Jürgen Udolph und seit kurzem auch Peter Busse aufgrund von Gewässernamen das Westalpengebiet und das (obere) Rhonetal als Ausgangsgebiet der (proto-)keltischen Sprache an.

### Italische Urheimat
Eine Urheimat der italischen Sprachen außerhalb Italiens ist unbekannt. Da die Verwandtschaftsverhältnisse zwischen den west-indogermanischen Sprachen in der Indogermanistik je nach Autor verschieden stark gesehen werden, sind Schlüsse hieraus mit großer Vorsicht zu betrachten. Euler/Badenheuer sehen eine besondere Nähe zum Keltischen und Germanischen und vermuten dann eine Urheimat in Böhmen. Archäologische Funde dagegen deuten auf die Badische Kultur im Karpathenbogen als kelto-italische Urheimat, die stark beiderseits der Alpen ausstrahlte, was im Norden zur Herausbildung der keltischen, im Süden der italischen Sprachen geführt haben kann.

## Finno-ugrische Völker bzw. Sprachgruppen
Die Festlegung der Urheimat des Proto-Uralischen ist wegen des hohen Alters dieser Protosprache eine schwierige Aufgabe. Die verschiedenen Klassifikationstheorien korrespondieren dabei eng mit Hypothesen über die Ausbreitung der jeweiligen sprachlichen Untergruppe von einer angenommenen Urheimat in ihren heutigen geographischen Raum. Man nimmt allgemein an, dass das Ausgangsgebiet der finno-ugrischen Sprachen im zentralen oder südlichen Uralgebiet mit einem Zentrum westlich des Gebirgszuges zu lokalisieren ist. Als erste trennten sich offenbar die Vorfahren der heutigen Samojeden und zogen ostwärts. Diese Trennung erfolgte vor mindestens 6000, wenn nicht 7000 Jahren, was aus der relativ geringen Zahl (ca. 150) gesamt-uralischer Wortgleichungen zu schließen ist. Die Aufspaltung des Samojedischen in die heutigen Sprachen begann wohl erst vor etwa 2000 Jahren.
Die finno-ugrische Gruppe war von Anfang an die bei weitem größere. Erste Aufspaltungen dieser Gruppe gehen mindestens auf das 3. Jahrtausend v. Chr. zurück. Wie erwähnt, ist die Reihenfolge der Abspaltungen und damit der Verlauf der Ausdehnung der finno-ugrischen Sprachen seit etwa 1970 (wieder) strittig. Seit Donner 1879 wurde allgemein angenommen, dass sich das Ugrische als erste Gruppe vom Finno-Ugrischen trennte und als Rest die finno-permische Einheit zurückließ. Die neueren Resultate (Sammallahti 1984 und 1998, Viitso 1996) sehen dagegen die samisch-finnische Gruppe als eine periphere Einheit an, die zuerst und zwar schon im 3. Jahrtausend v. Chr. vom finno-ugrischen Kern abrückte. Es folgten das Mordwinische und das Mari (etwa um 2000 v. Chr.) und schließlich das Permische in der Mitte des 2. Jahrtausends v. Chr. Als Kern blieben die Sprachen zurück, aus denen sich das Ugrische entwickelte. Wohl bereits 1000 v. Chr. kann man die Trennung des Ungarischen von den obugrischen Sprachen ansetzen. Die Ungarn (Selbstbezeichnung: Magyaren) zogen seit 500 n. Chr. zusammen mit türkischen Stämmen westwärts und erreichten und eroberten das schwach besiedelte Karpatenbecken 895 n. Chr. (Der Name Ungar stammt aus dem Tschuwaschischen oder Bolgar-Turkischen von on-ogur = zehn Ogur-Stämme.)